# (760) Massinga
(760) Massinga est un astéroïde de la ceinture principale.

## Caractéristiques
Il a été découvert le 28 août 1913 par l'astronome allemand Franz Kaiser depuis l'observatoire d'Heidelberg. Sa désignation provisoire était 1913 SL. Les calculs d'après les observations de l'IRAS lui accordent un diamètre d'environ 71 kilomètres.
Le nom Massinga fait référence à Adam Massinger, un astronome allemand.